# Synogdoa simplex
Synogdoa simplex är en fjärilsart som beskrevs av Aurivillius 1904. Synogdoa simplex ingår i släktet Synogdoa och familjen tofsspinnare. Inga underarter finns listade i Catalogue of Life.